# Tachion

Teoretyczna wizualizacja obserwacji tachionu.

Tachion (z greckiego ταχύς tachýs – szybki, prędki) – hipotetyczna cząstka elementarna, która porusza się z prędkością nadświetlną, czyli większą niż prędkość światła w próżni (c). Nie ma jednak żadnego dowodu na istnienie tych cząstek.
Istnieje hipoteza, według której tachionami mogą być neutrina. Oscylacje neutrin wskazują jednak, że neutrina posiadają bardzo niewielką masę rzeczywistą, a doniesienia o przekroczeniu przez nie prędkości światła w próżni nie znajdują potwierdzenia.

## Własności
Właściwości tachionów byłyby paradoksalne (wynikają one z pewnych rozwiązań równań szczególnej teorii względności):
- poruszać się mogą wyłącznie szybciej od światła (bariera prędkości światła w próżni jest dla nich również nieprzekraczalna: energia potrzebna do „spowolnienia” ich do prędkości światła dąży do nieskończoności)
- poruszają się w czasie wstecz (tzn. „przybywają z przyszłości”)
- ich masa spoczynkowa jest wyrażona przez liczbę urojoną – nie wiadomo, czy taka masa ma jakikolwiek sens fizyczny

Powyższe właściwości tych hipotetycznych cząstek mają zaskakujące konsekwencje. Dla przykładu tachion zderzający się z atomami pewnego ciała, traci energię a co się z tym wiąże – zwiększa swoją prędkość; kolejne interakcje z materią powodują, iż prędkość ta może rosnąć nieograniczenie.